# Parc des Meubliers
Parc des Meubliers är en park i Kanada.   Den ligger i provinsen Québec, i den sydöstra delen av landet, 170 km öster om huvudstaden Ottawa. Parc des Meubliers ligger 18 meter över havet.
Terrängen runt Parc des Meubliers är platt.Runt Parc des Meubliers är det mycket tätbefolkat, med 6 241 invånare per kvadratkilometer.. Närmaste större samhälle är Montréal, 2,8 km nordväst om Parc des Meubliers. 
Runt Parc des Meubliers är det i huvudsak tätbebyggt.